# Флаг Пернамбуку
Флаг штата Пернамбуку был официально учреждён 23 февраля 1917 года.

## История

Флаг времён революции 1817 года

У Пернамбуку был свой флаг ещё до независимости Бразилии. Он выглядел почти так же, как сейчас. В 1817 году его использовали революционеры, но вскоре он был забыт.
О флаге вспомнили, когда в Бразилии закончилась крестьянская война Контестаду. В 1917 году губернатор штата, Мануэл Антониу Перейра Борба, учредил его в качестве официального флага Пернамбуку.

## Символика
Звезда представляет сам штат, три арки радуги символизируют мир и союз, а светило означает, что жители Пернамбуку — дети Солнца. Крест относится к названию Санта-Круз (Святой крест), которое было дано Бразилии европейскими первооткрывателями.